# حزقيال كارلوس دا كوستا
حزقيال كارلوس دا كوستا (بالإسبانية: Juan Carlos Da Costa)‏ هو سياسي باراغواياني، ولد في 1944 في أسونسيون في باراغواي، وتوفي بنفس المكان في 3 أبريل 1976.